# Демчишин Володимир Іванович
Володи́мир Іва́нович Демчи́шин (нар. 26 квітня 1973, м. Тернопіль, Україна) — український дитячий письменник, член літературного об'єднання при Тернопільській обласній організації Національної спілки письменників України, голова мистецької фундації «Батьківські обереги», голова громадської ради Всеукраїнської премії імені Завадовича Романа Михайловича за популяризацію дитячої книги.

## Життєпис
Демчишин Володимир Іванович народився й виріс у творчій сім'ї.
Батько, Демчишин Іван Миколайович — український письменник, член НСПУ, який за життя видав 16 збірок. Володимир з повагою й любов'ю пригадує батька: «Він „заразив“ мене творчістю: усюди ходив із ручкою та писав. Коли ми йшли спати, він зачинявся на балконі й писав до ранку. Ми були його першими слухачами. Він нам читав та одразу щось креслив у паперах…»
В. Демчишин навчався у школах № 15, 27 м. Тернополя. З першого класу займався греко-римською боротьбою. Був призером Міжнародних, Всеукраїнських змагань і турнірів. Тренер та родина були переконані в його майбутньому: факультет «фізичне виховання» педагогічного державного інституту.
Ще в дитинстві мріяв стати шеф-кухарем одного з ресторанів міста, тому в 1991 році вступив у Тернопільський комерційний технікум, спеціальність «кухар-технолог». 1996—2010 рр. — навчання в Харківському економічному інституті. 2010 рік — студент Тернопільського національного економічного університету (нині - Західноукраїнський національний університет). Отримав три спеціальності.
Підприємницька діяльність — головна професія в житті В. Демчишина. Спочатку працював у торгівлі, згодом — ріелтором з нерухомості. У його власності одна з агенцій нерухомості в місті Тернополі, області та за її межами.
Писати вірші почав ще у школі. Але творчий прорив відбувся у письменника після народження доньки Ангеліни. Емоції переповнювали щасливого батька й виливалися у віршах. Першим слухачем, як і в його талановитого батька, стала родина.
2009 рік — член Національної спілки краєзнавців України, Національної спілки журналістів України, обласного літературного об'єднання при Національній спілці письменників України.
2010 рік — член наукового товариства імені Шевченка, Всеукраїнського товариства «Просвіта» імені Тараса Шевченка, член правління обласної організації «Меморіал» імені Василя Стуса.

## Твори
- Збірка віршів «Сонячне намисто»
- Збірка віршів «Хочу з сонечком дружити»

Крім віршів пише оповідання й казки. Героями його казок стали діти. Усе незвичайне з ними відбувається у школі на уроці. Це сучасні казки з повчальним змістом.

## Цікаві факти
У вільний від роботи час надає перевагу активним видам відпочинку, зокрема:
- рибалці (власний рибальський рекорд — на Тернопільському ставі зловив щуку вагою 700 грамів)
- приготуванню страв, особливо на сімейні свята[2],
- подорожуванню (об'їздив країни Європи та Скандинавії[3])
- фізичній культурі — підтримує форму в спортивній залі й басейні.